# IRAS

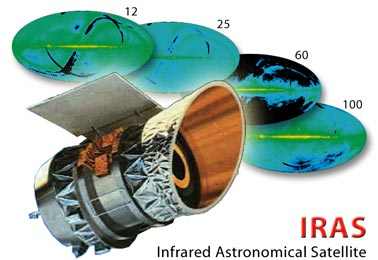
O IRAS com o resumo das suas explorações em diferentes comprimentos de onda.

IRAS (acrônimo de Infrared Astronomical Satellite) foi um observatório espacial conjunto entre a NASA, os Países Baixos e o Reino Unido, lançado em 26 de janeiro de 1983 por um foguete Delta 3910 a partir da Base da Força Aérea de Vandenberg.

## Características
O IRAS foi lançado para fazer um estudo completo do céu na faixa de comprimentos de onda em infravermelho entre os 8 e os 120 micrômetros. A observação do IRAS aumentaram em 70% o catálogo de objetos infravermelhos conhecidos no céu, chegando a detectar 350.000 fontes de infravermelho.
O IRAS levava a bordo um telescópio do tipo Ritchey-Chrétien refrigerado a hélio a uma temperatura de 10 K e que continha 62 detectores que juntos podiam observar em bandas centradas em 12, 25, 60 e 100 micrômetros e com uma precisão na localização dos objetos observados de 0,5 minutos de arco. Ele também usava um espectrômetro de baixa resolução e um fotômetro para os comprimentos de onda de 60 e 100 micrômetros.
O IRAS deixou de funcionar em 21 de novembro de 1983.